# ТВ Среће
Телевизија Среће је телевизијска станица у Сомбору.

## Историјат
Телевизија "Среће" је приватна, независна тв станица. Идеја о оснивању проистекла је из жеље, али и потребе, да се на подручју које покрива сигнал афирмише суживот свих грађана. Програмска шема телевизије прилагођена је важећим стандардима у областима информативно - сервисног градског, едукативног, забавног и комерцијално- маркетиншког програма у оквиру свакодневног емитовања 24 сата сопственог програма.
Програм је намењен свим генерацијама, ђацима и студентима, активно радном становништву, потрошачкој популацији, пословним људима, пољопривредницима. Основа програма су важне градске вести, сервисне информације, вести из културе и спорта, едукативни садржаји, дечији програми, презентација још неафирмисаних музичких стваралаца, културноуметничких друштава и других школских и културних институција, удружења грађана и хобиста.

## Ауторске емисије
- Вести- централна информативна емисија.
- Сомборским сокаком - преглед најважнијих вести у току протекле недеље.
- Пријатељ Вашег имања - пољопривредна емисија. Аутор Милић Миљеновић.
- Реч, две - емисија колажног типа. Аутор Марко Лончар.